# Sundown (filme de 1941)
Sundown (bra: Quando Morre o Dia; prt: Eram Cinco Heróis) é um filme de guerra dramática dos Estados Unidos de 1941, dirigido por Henry Hathaway e estrelado por Bruce Cabot e Gene Tierney, com roteiro de Charles G. Booth baseado no romance homônimo de Barré Lyndon de 1941.

## Elenco
- Gene Tierney .. Zia
- Bruce Cabot ... William Crawford
- George Sanders .. Major A.L. Coombes
- Harry Carey ... Dewey
- Joseph Calleia ... Pallini
- Reginald Gardiner ... Tenente Roddy Turner
- Carl Esmond ... Jan Kuypens
- Marc Lawrence ... Abdi Hammud
- Sir Cedric Hardwicke ... Bispo Coombes
- Gilbert Emery ... Ashburton
- Jeni Le Gon ... Miriami
- Emmett Smith ... Kipsang
- Dorothy Dandridge ... Noiva de Kipsang

## Sinopse
Na África Oriental Britânica, durante a Segunda Guerra Mundial, o comissário civil Crawford do remoto posto de Manieka espera conhecer melhor os costumes dos nativos mas seus interesses pessoais ficam de lado com a chegada do Major Coombes, comandante militar vindo de Nairobi que avisa que inimigos estão armando as tribos beligerantes dos Shenzi e planejam atacar os britânicos da região. Crawford tenta descobrir a rota dos contrabandistas enquanto fica atraído pela bela comerciante mestiça igualmente recém-chegada Zia, sem saber que as grandes caravanas de camelos que ela herdara estão na mira dos inimigos que pretendem utilizá-las para o transporte dos armamentos.

## Recepção
- De acordo com a Revista Variety o filme arrecadou 1,05 milhão de dólares nos Estados Unidos.[8] O filme teve prejuízo de 658 mil dólares.[9]

## Óscar
- Indicado

- - Melhor cinematografia - Charles B. Lang[10]
  - Melhor música original - Miklós Rózsa[10]
  - Melhor direção de arte - Alexander Golitzen, Richard Irvine[10]